# Áp suất phòng âm

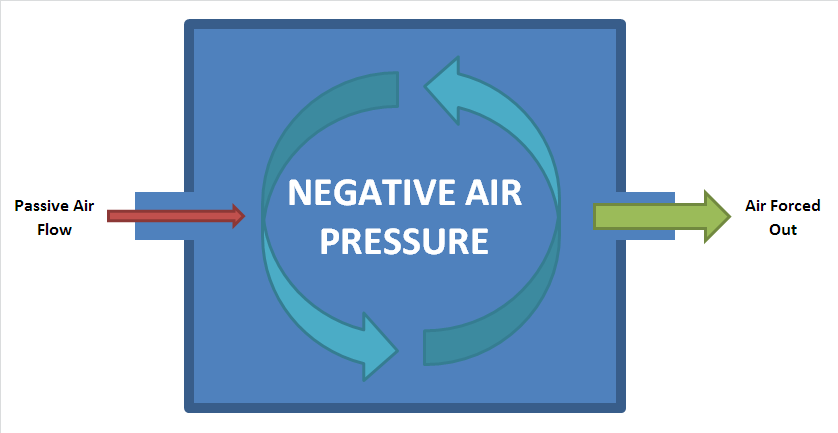
Không khí trong phòng được ép ra ngoài qua một chỗ hở cố định nhằm tạo ra áp lực âm để ở những chỗ hở khác không khí chỉ đi vào chứ không đi ra.

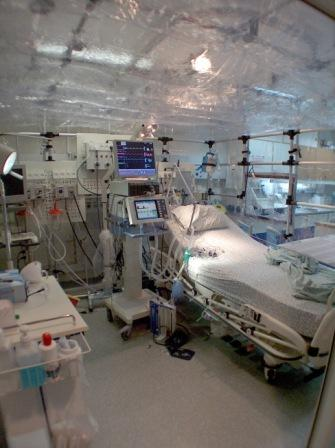
Bên trong một phòng bệnh áp suất âm dành cho bệnh nhân mắc bệnh truyền nhiễm.

Áp suất phòng âm là một phương pháp cách ly được sử dụng trong các bệnh viện để ngăn chặn sự lây nhiễm chéo giữa các phòng với nhau. Phương pháp này sử dụng một hệ thống thông gió có chức năng tạo áp suất âm để không khí chỉ có thể đi vào phòng chứ không thể đi ra, bởi không khí di chuyển từ vùng có áp suất cao sang vùng có áp suất thấp, nhờ đó ngăn chặn việc không khí bị nhiễm khuẩn lọt ra khỏi phòng. Phương pháp này được sử dụng để cách ly bệnh nhân các bệnh truyền nhiễm qua không khí như lao, sởi hay thủy đậu.

## Nguyên lý

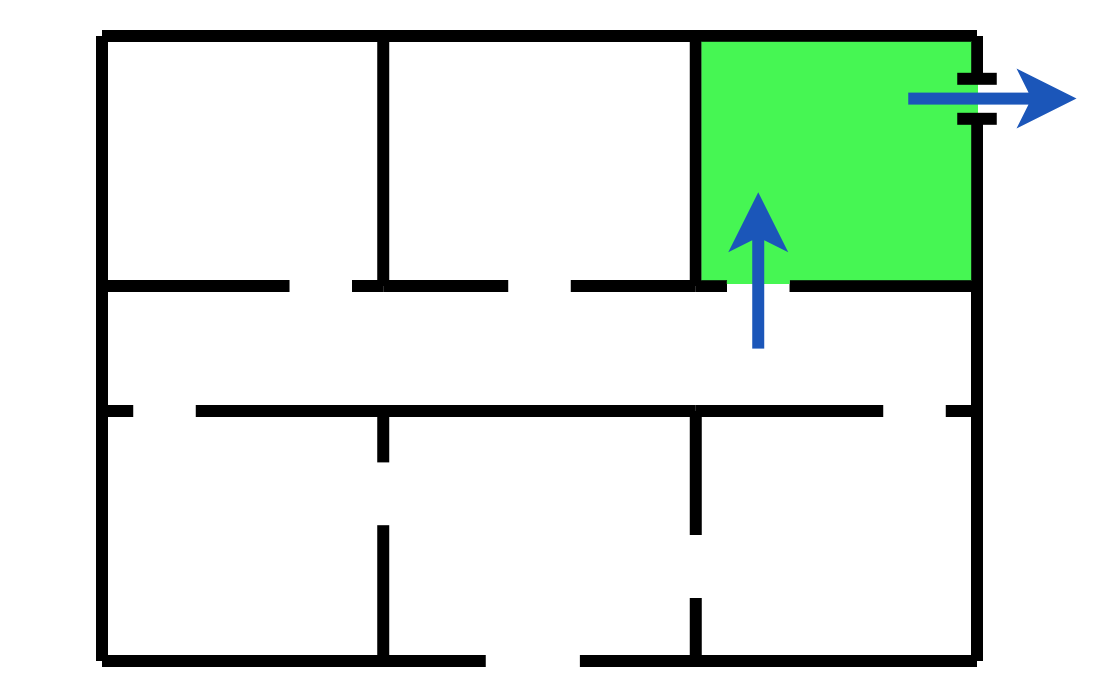
Sơ đồ một hệ thống phòng mà không khí (màu xanh lam) di chuyển theo một hướng duy nhất từ hành lang vào phòng áp suất âm (màu xanh lá), sau đó thoát ra ngoài một cách an toàn qua hệ thống thông gió.

Áp suất âm được hệ thống thông gió tạo nên và duy trì bằng cách thoát nhiều không khí ra khỏi phòng hơn lượng không khí đi vào phòng. Không khí đi vào phòng qua một khe hở, thường cao khoảng 4 cm, ở dưới cửa ra vào. Ngoại trừ khe hở này, căn phòng phải được kín nhất có thể và không được cho không khí lưu thông qua một chỗ hở nào khác như ở cửa sổ, đèn chiếu sáng hay ổ cắm điện. Sự rò rỉ từ những chỗ như vậy sẽ làm ảnh hưởng hoặc triệt tiêu hoàn toàn áp suất âm.

## Kiểm chứng
Để kiểm tra xem áp suất của một căn phòng đã âm hay chưa, có thể đặt một ống thổi khói song song với cửa ra vào ở cách khe hở dưới cửa khoảng 5 cm, rồi bơm khói ra thật nhẹ nhàng để vận tốc khói không quá lớn so với vận tốc không khí. Nếu áp suất trong phòng là âm, khói sẽ đi luồn dưới cửa vào phòng. Nếu áp suất phòng chưa âm, khói sẽ bị thổi ra ngoài hoặc không di chuyển.